# Ottelia cordata
Ottelia cordata är en dybladsväxtart som först beskrevs av Nathaniel Wallich, och fick sitt nu gällande namn av James Edgar Dandy. Ottelia cordata ingår i släktet Ottelia och familjen dybladsväxter. IUCN kategoriserar arten globalt som livskraftig. Inga underarter finns listade.